# Ikarus 293
Ikarus 293 – dwudziestodwumetrowy, trójczłonowy (dwuprzegubowy) węgierski autobus z fabryki Ikarusa. Wyprodukowano jedynie prototyp, który był testowany na terenie Węgier, w Budapeszcie i Peczu. W 1991 roku przebudowano go przy okazji wymiany silnika na MAN (Rába okazała się za słaba). Później przetransportowano go do Teheranu. Jeszcze w 2005 roku prototyp kursował po ulicach stolicy Iranu. W 2009 roku miejski przewoźnik komunikacji zbiorowej wycofał prototyp z użytkowania. W 2018 roku pojazd wciąż znajdował się w Teheranie.
Na licencji Ikarusa wyprodukowano także bliżej nieokreśloną liczbę tych modeli na Kubie jako Girón XVI.
W 2022 roku miejski operator transportu zbiorowego w Budapeszcie – Budapesti Közlekedési Zrt. (BKV) – stworzył z dwóch egzemplarzy modelu Ikarus 280 replikę Ikarusa 293, niemal całkowicie odwzorowującą prototyp. Jedyne różnice dotyczą zastosowanego silnika (replikę wyposażono w mocniejszy – o pojemności 300 KM) i przegubów. Pojazd nie będzie wykorzystywany do regularnych przewozów pasażerskich, za to ma być prezentowany w trakcie dni otwartych BKV.